# Lee Byong-uk
Li Byong-uk (ur. 7 listopada 1954) – północnokoreański bokser kategorii papierowej. Jest srebrnym medalistą letnich igrzysk olimpijskich w Montrealu i brązowym medalistą letnich igrzysk olimpijskich w Moskwie.

## Igrzyska Olimpijskie
Li Byong-uk uczestniczył w dwóch Igrzyskach Olimpijskich. W Montrealu zdobył srebro. Pokonał w pierwszej rundzie reprezentanta Kanady Sidneya McKnighta, następnie 3-2 reprezentanta Polski Henryka Średnickiego. W trzeciej rundzie Armando Guevara z reprezentanta Wenezueli. W półfinale Payao Poontarata reprezentującego Tajlandię. W finale przegrał z Jorge Hernándezem z Kuby
Na Igrzyskach w Moskwie w pierwszej rundzie walczył z reprezentantem Polski Henrykiem Pielesiakiem, którego pokonał 3-2. W drugiej pokonał 3-2 reprezentanta Meksyku Gilberto Sosę. W ćwierćfinale 4-1 reprezentanta Rumunii Dumitru Șchiopu. W półfinale przegrał z reprezentantem Związku Radzieckiego Szamilem Sabirowem.